# بریان کاگمن
بریان کاگمن (انگلیسی: Bryan Cogman؛ زادهٔ ۲۵ ژوئن ۱۹۷۹ در اکلاهما سیتی) یک فیلم‌نامه‌نویس و تهیه‌کننده تلویزیونی اهل ایالات متحده آمریکا است. او یازده قسمت از مجموعهٔ تلویزیونی آمریکایی بازی تاج‌وتخت محصول اچ‌بی‌او را نوشت.
او ضمن حضور افتخاری در شیر و گل سرخ برنده جایزه هوگو بهترین نمایش درام (۲۰۱۲) نیز شده‌است.

## کارها
کاگمن با نوشتن یازده قسمت از مجموعه بازی تاج و تخت شبکه اچ‌بی‌او شهرت پیدا کرد، از جمله:
- قسمت چلاق‌ها، حرامزاده‌ها و چیزهای خراب در فصل اول
- قسمت مردگان نمی‌میرند در فصل دوم
- قسمت بوسیده شده با آتش در فصل سوم
- قسمت اوث‌کیپر در فصل چهارم
- قسمت قوانین خدایان و آدمیان در فصل چهارم

کاگمن نویسنده کتاب درون بازی تاج و تخت اچ‌بی‌او است که مقدمه‌ای به قلم جرج آر. آر. مارتین دارد. او همچنین قرار است نویسندهٔ فیلم جادو: گردآوری (به انگلیسی: Magic: Gathering) باشد.
کارهای کاگمن توسط مجله رولینگ استون پیگری شده و از طرف بلاگ بلاگ‌اسفیر تمجید می‌شوند.